# 김일성 (신라)
김일성(金日晟, 713년~774년 4월)은 신라의 왕족이다.

## 생애
그는 713년 신라에서 태었났으며, 신문왕의 손자이자 효소왕과 성덕왕의 조카였고, 효성왕과 경덕왕의 사촌 형이었다. 그는 이후 숙위를 지내기 위해 당나라로 가 은천광록대부광록경(銀靑光祿大夫光祿卿)의 작호를 받았다.
그의 부인은 당나라인 장씨로 755년 경에 생을 마감했으며, 그 또한 774년 4월에 62살의 나이에 병으로 사저에서 생을 마감했다. 이후 연주도독으로 추증되었으며, 이들 부부의 합장은 4월부터 8월까지 4개월 동안 준비한 뒤 대종의 배려로 만년령이 주관하도록 했다.